# 1484 en santé et médecine
| Années de la santé et de la médecine : 1481 - 1482 - 1483 - 1484 - 1485 - 1486 - 1487    |
| Décennies de la santé et de la médecine : 1450 - 1460 - 1470 - 1480 - 1490 - 1500 - 1510 |

Cet article présente les faits marquants de l'année 1484 en santé et médecine.

## Événements
- Juillet : en confirmant par lettres patentes les privilèges des chirurgiens de Paris, le roi Charles VIII exclut les femmes de la profession, à l'exception des femmes de chirurgien[1],[2].
- Août : un édit du roi Charles VIII interdit aux épiciers d'exercer le métier d'apothicaire[3],[2].
- Dans la bulle Summis desiderantis affectibus, consacrée à la condamnation de la sorcellerie, le pape Innocent VIII interdit l'usage médicinal du cannabis, qu'il associe à des pratiques sataniques[4].
- L'unique chaire de la faculté de médecine de Besançon, en Franche-Comté, est transférée à Dole avec l'ensemble de l'université[5].
- La maison des infirmes de Bourges (Domus infirmorum bituricensis), ainsi désignée depuis 1218 et dont la fondation remonte à 580, prend le nom de « Grand Hôtel-Dieu[6] ».

## Publications
- Herbarius latinus, compilation anonyme sur les plantes médicinales, attribuée par erreur à Arnaud de Villeneuve (1235-1511), éditée à Mayence chez Pierre Schoeffer et premier ouvrage médical à contenir des planches imprimées[7].
- Première édition, à Venise, chez Andrea Torresano et Batolomeo de Blavis, par Nicoletto Vernia, des Commentaires d'Averroès (1126-1198) sur le Canon d'Avicenne[8].

## Personnalités
- 1445-1484 : fl. Jean Boadel, né à Barcelone, bachelier en médecine, établi à Marseille, médecin de l'hôpital Saint-Jacques-de-Gallice[9].
- 1450-1484 : fl. Bernard Boyer, né dans le diocèse de Castres, licencié en médecine, médecin de la commune de Marseille[9].

## Décès
- Déodat Bassol (né à une date inconnue), médecin ordinaire du roi Louis XI, chancelier de la faculté de médecine de Montpellier[10].
- Claude de Moulins (né à une date inconnue), médecin du roi Louis XI, protecteur du collège de Péronne[10].
- Vers 1483-1484 : Jean de Coulogne (né à une date inconnue), médecin, astrologue de Philippe le Bon, attesté à la cour de Bourgogne de 1436 à 1462[11].